# حجت‌آباد (کرمان)
حجت‌آباد، روستایی از توابع بخش مرکزی شهرستان کرمان در استان کرمان ایران است.

## نام‌ها
نام محلی و شناخته شده این روستا فرح آباد می‌باشد اما به صورت رسمی حجت آباد (کرمان) ثبت شده‌است.

## جمعیت
این روستا در دهستان زنگی آباد قرار داشته و براساس آخرین سرشماری مرکز آمار ایران که در سال ۱۳۹۵ صورت گرفته، جمعیت آن ۲٬۶۶۴ نفر (۷۸۲ خانوار) بوده‌است.